# Billionaires' Row
Billionaires' Row (« allée des milliardaires ») est un ensemble de gratte-ciel résidentiels ultra-luxueux, construits ou en développement, qui sont disposés le long de l'extrémité sud de Central Park à Manhattan, New York, États-Unis. Plusieurs de ces bâtiments appartiennent à la catégorie des très grands (au-dessus de 300 m) et figurent parmi les bâtiments les plus hauts du monde. Étant donné que la plupart de ces tours sont construites ou en projet sur la 57e rue, le terme est également utilisé pour désigner la rue elle-même.

## Liste des gratte-ciel
| Adresse                                   | Promoteur                                                          | Architecte                                | Début de construction | Date d'achèvement | Hauteur | Image |
| ----------------------------------------- | ------------------------------------------------------------------ | ----------------------------------------- | --------------------- | ----------------- | ------- | ----- |
| One57 (157 West 57th Street)              | Extell Development Company                                         | Christian de Portzamparc                  | Avril 2009            | 2014              | 306 m   |       |
| 432 Park Avenue                           | CIM Group et Harry B. Macklowe                                     | Rafael Viñoly                             | Septembre 2011        | 23 décembre 2015  | 426 m   |       |
| 252 East 57th Street                      | World Wide Group and Rose Associates, Inc.                         | Roger Duffy de Skidmore, Owings & Merrill | 2013                  | 2016              | 217 m   |       |
| 111 West 57th Street                      | JDS Development Group and Property Markets Group                   | SHoP Architects                           | 2014-2015             | 2021              | 438 m   |       |
| Central Park Tower (225 West 57th Street) | Extell Development Company and Shanghai Municipal Investment Group | Adrian Smith + Gordon Gill Architecture   | 2014                  | 2021              | 470 m   |       |
| 220 Central Park South                    | Vornado Realty Trust                                               | Robert A.M. Stern Architects              | 2015                  | 2019              | 290 m   |       |
| 53W53 (53 West 53rd Street)               | Pontiac Land Group and Hines                                       | Jean Nouvel                               | 2014                  | 2019              | 320 m   |       |
| 520 Park Avenue                           | Zeckendorf Development                                             | Robert A.M. Stern Architects              | 2015                  | 2018              | 238 m   |       |